# Albignasego
Albignasego är en kommun i provinsen Padova i regionen Veneto, omkring 35 km från staden Venedig och 7 km från staden Padua. Kommunen hade 26 278 invånare (2018), på en areal av 21,16 km². Kommunen är indelad i ett antal frazioni (däribland: Carpanedo, Ferri, Lion, Mandriola, Sant'Agostino, San Giacomo, San Lorenzo och San Tommaso).